# روبرت لوف تايلور
روبرت لوف تايلور (بالإنجليزية: Robert Love Taylor) هو محامي وسياسي أمريكي، ولد في 31 يوليو 1850 في مقاطعة كارتر في الولايات المتحدة، وتوفي في 31 مارس 1912 في واشنطن العاصمة في الولايات المتحدة. حزبياً، نشط في الحزب الديمقراطي. وقد انتخب حاكم تينيسي ‏ وانتخب عضو مجلس النواب الأمريكي وانتخب عضو مجلس الشيوخ الأمريكي.